# (17081) Jaytee
(17081) Jaytee est un astéroïde de la ceinture principale.

## Description
(17081) Jaytee est un astéroïde de la ceinture principale. Il fut découvert le 8 mai 1999 aux Monts Santa Catalina par le projet CSS. Il présente une orbite caractérisée par un demi-grand axe de 2,32 UA, une excentricité de 0,21 et une inclinaison de 6,4° par rapport à l'écliptique.

## Satellite
Un satellite lui est trouvé en 2021.

## Compléments